# Witold Nowicki (lekarz)
Witold Walerian Nowicki (ur. 18 lipca 1878 w Bochni, zm. 3/4 lipca 1941 we Lwowie) – polski lekarz, profesor Uniwersytetu Jana Kazimierza we Lwowie.

## Życiorys
Urodził się 18 lipca 1878 w Bochni, w rodzinie Franciszka, nauczyciela i dyrektora gimnazjum, i Olgi z Hawranków. Jego bratem był Zygmunt, inżynier architekt. W Bochni ukończył szkołę realną i rozpoczął naukę w niższych klasach gimnazjalnych. W 1896 ukończył Gimnazjum św. Anny w Krakowie i złożył egzaminy maturalne. Studia medyczne odbył w Uniwersytecie Jagiellońskim zakończone uzyskaniem w 1902 stopnia doktora wszech nauk lekarskich. W tym samym roku przeprowadził się do Lwowa i rozpoczął pracę w tamtejszym uniwersytecie w Katedrze Anatomii Patologicznej. W 1908 uzyskał stopień docenta anatomii patologicznej (praca: O przewlekłych odmach pęcherzykowych tkanek (Pneumatosis cystoides), w 1913 tytuł profesora nadzwyczajnego, w 1919 profesora zwyczajnego. Podczas I wojny światowej był kierownikiem laboratorium analityczno-bakteryjnego obozów jenieckich w Górnej Austrii, w latach 1918–1920 ochotniczo służył w Wojsku Polskim, w stopniu podpułkownika lekarza brał udział w walkach polsko-ukraińskich i wojnie polsko-radzieckiej. Później do 1939 pełnił funkcję kierownika Katedry Anatomii Patologicznej, a w latach 1923–1924 i 1939 dziekana Wydziału Lekarskiego Uniwersytetu Lwowskiego. Od 1930 członek czynny Polskiej Akademii Umiejętności. Jako przedstawiciel Lwowskiej Izby Lekarskiej został wybrany do składu Naczelnej Izby Lekarskiej V kadencji 1935–1939. 
Był członkiem Towarzystwa Naukowego we Lwowie, prezesem Izby Lekarskiej Lwowskiej, przewodniczącym Lwowskiego Komitetu Zwalczania Raka, członkiem zarządu i długoletnim prezesem Polskiego Towarzystwa Higienicznego i jednym z inicjatorów utworzenia Muzeum Higieny we Lwowie w 1937. Orędownik odnowienia i unowocześnienia zdrojowiska w Morszynie.
Autor ponad 80 prac naukowych. W pracy naukowej zajmował się patologią nowotworów i zmian postępowych oraz wstecznych, patofizjologią regulacji neuro-hormonalnej oraz onkologią doświadczalną. Opisał rzadkie przypadki odmy pęcherzykowej jelita cienkiego, zamiany obrzękowe nerek, zmiany wodniczkowe komórek nabłonkowych kanalików krętych. Opracował statystykę raków różnych narządów, opracował pierwszą polską monografię twardzieli. Prowadził eksperymentalne badania nad leczeniem kiłą nowotworów u zwierząt. Na podstawie analizy sekcji zwłok króla Jana III Sobieskiego uzasadnił tezę o przewlekłej niewydolności nerek jako przyczynie jego śmierci.
W okresie sowieckiej okupacji Lwowa nadal prowadził działalność naukową. W sierpniu 1940 był gościem Wszechzwiązkowego Komitetu ds. Nauki ZSRR w Moskwie. Członek rady miejskiej sowieckiego Lwowa. Zginął rozstrzelany wraz z synem Jerzym i kilkudziesięcioma wybitnymi polskimi uczonymi przez Einsatzkommando zur besonderen Verwendung pod dowództwem Brigadeführera dr. Karla Eberharda Schöngartha na Wzgórzach Wuleckich.
Od 1910 był mężem dr Olgi Szuster.

## Wybrane publikacje naukowe
- O małżowinie usznej ze stanowiska morfologicznego i antropologicznego (1900)
- Statystyka raków na podstawie protokołów sekcyjnych... (1904)
- Przyczynek do utkania tzw. raków mięsakowych (1905)
- Sekcja zwłok króla Jana III (1908)
- Badania nad istotą chromochłonną zwierząt i ludzi w schorzeniach nerek (1909)
- Dalsze badania nad stosunkiem nadnercza do nerek (1910)
- Wpływ obniżonego ciśnienia na nadnercze (1911)
- Zur Kenntnis uber Niebennierenzysten (1912)
- Anatomja patologiczna (1925–36; 3 tomy)
- Patogeneza raka płuc (1932)
- Rak jako zagadnienie w nauce (1939)